# David Blanco

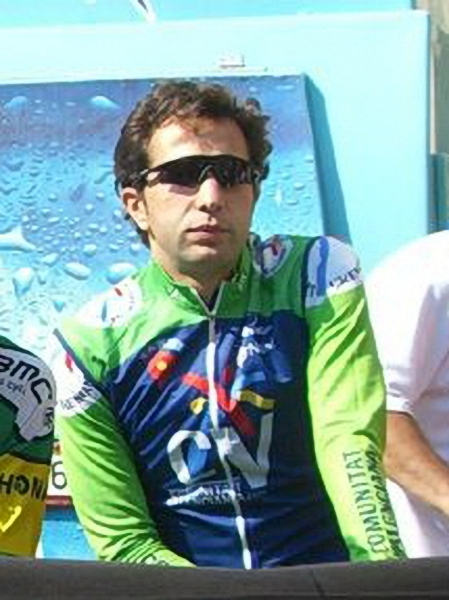
David Blanco (2006)

David Blanco Rodriguez (* 3. März 1975 in Santiago de Compostela) ist ein ehemaliger spanischer Radrennfahrer.

## Sportliche Laufbahn
David Blanco begann seine Karriere 2000 bei dem portugiesischen Radsportteam Paredes Rota dos Moveis. Seinen ersten Erfolg feierte er 2003, als er eine Etappe beim Grande Prémio CTT Correios de Portugal gewann. Bei seiner ersten Teilnahme an der Vuelta a España im Jahre 2004 wurde er Zehnter in der Gesamtwertung, im Jahr darauf wurde er 13. Fünfmal – 2006, 2008 bis 2010 und 2012 – gewann er die Portugal-Rundfahrt.
Im Sommer 2006 wurde Blancos im Zusammenhang mit den Dopingskandal Fuentes genannt, wie die meisten seiner Teamkollegen, aber ohne rechtliche Konsequenzen.

## Erfolge
2003
- eine Etappe des Grande Prémio CTT Correios de Portugal

2006
- Portugal-Rundfahrt und zwei Etappen

2007
- Grande Prémio Internacional Paredes Rota dos Móveis und eine Etappe

2008
- Portugal-Rundfahrt

2009
- Gesamtwertung und zwei Etappen Portugal-Rundfahrt

2010
- Portugal-Rundfahrt und zwei Etappen
- Volta ao Alentejo und eine Etappe

2012
- Portugal-Rundfahrt und eine Etappe

## Teams
- 2000 Paredes Rota dos Móveis-Tintas Vip
- 2001 Paredes Rota dos Móveis-Tintas Vip
- 2002 Paredes Rota dos Móveis (bis 11. Juni)
- 2002 ASC-Vila do Conde (ab 12. Juni)
- 2003 Porta da Ravessa-Bom Petisco
- 2004 Comunidad Valenciana-Kelme
- 2005 Comunidad Valenciana-Elche
- 2006 Comunidad Valenciana
- 2007 Duja/Tavira
- 2008 Palmeiras Resort/Tavira
- 2009 Palmeiras Resort/Prio
- 2010 Palmeiras Resort-Tavira
- 2011 Geox-TMC
- 2012 Efapel-Glassdrive (seit 15. März)